# Girolamo Dandini
Girolamo Dandini (né à Cesena, en Émilie-Romagne, alors dans les États pontificaux, en 1509, et mort à Rome le 4 décembre 1559) est un cardinal italien du XVIe siècle. Il est un parent du cardinal Ercole Dandini (1823).

## Biographie
Girolamo Dandini étudie à l'université de Bologne et est clerc de Caserte. En 1545 il est nommé évêque de Caserte et en 1552 il est transféré au diocèse d'Imola. Il est nonce ad interim en France et inter-nonce et légat a latere près de l'empereur Charles Quint. Il est nommé commissaire général de l'armée pontificale.
Il est créé cardinal par le pape Jules III lors du consistoire du 20 novembre 1551. Il est nommé cardinal secrétaire d'État, fonction créée pour faire face à l'incompétence du cardinal nipote Innocenzo Ciocchi del Monte.
Le cardinal Dandini participe aux deux conclaves de 1555 (élection de Marcel II et Paul IV) et à celui de 1559 (élection de Pie IV).